# Waldemar Eide
Waldemar Eide (23. května 1886, Stavanger – 28. listopadu 1963, tamtéž) byl norský fotograf a malíř.

## Životopis
Byl aktivní ve Stavangeru a byl jedním z prvních norských profesionálních fotografů, kteří považovali sami sebe za umělce. Byl také vášnivým amatérským malířem. Měl velký význam pro amatérské fotografy, vystavoval doma i v zahraničí. Získal několik ocenění za svou práci, mimo jiné „Excellence FIAP“ 1957.
Waldemar Eide byl synem lodního kapitána Askilda Askildsena Eideho (1849–1921) a Valborgy Ommundsdattery Helgevoldové (1853–1939). Oženil se 13. července 1912 s Marií Andreou Jensenovou (1888–1970).

## Galerie

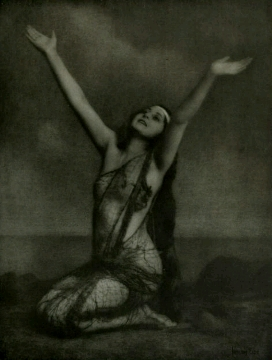
Žena oblečená jako víla, 1921
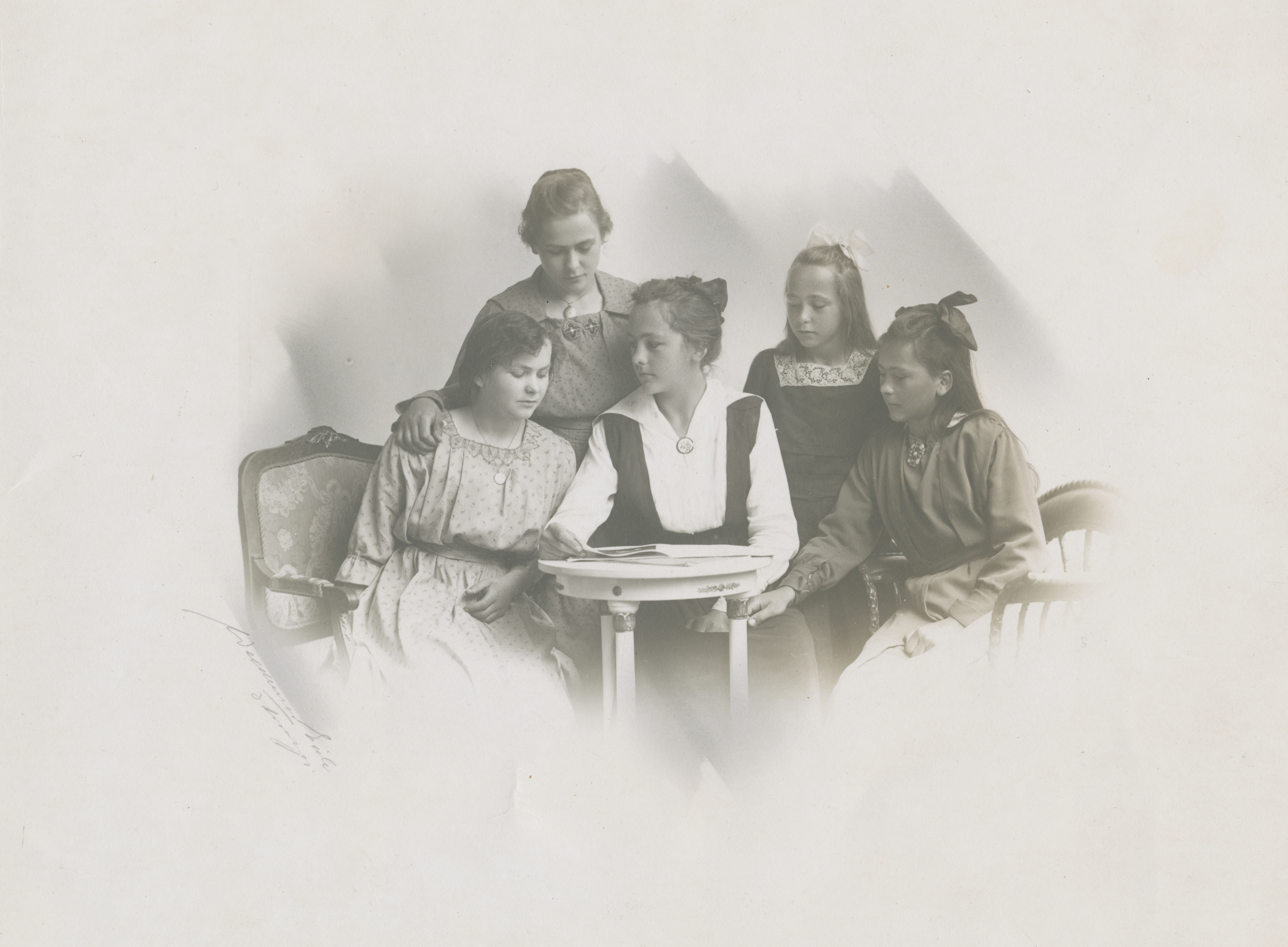
Skupina neznámých dívek